# Racers d'Indianapolis
Les Racers d'Indianapolis sont une franchise professionnelle de hockey sur glace. Ils jouent dans les années 1970 dans l'une des deux ligue majeur de hockey sur glace d'Amérique du Nord : l'Association mondiale de hockey (AMH). L'équipe fait ses débuts en 1974-1975, en jouant ses matchs à domicile dans la patinoire du Market Square Arena à Indianapolis dans l'Indiana aux États-Unis.

## Historique
L'équipe a joué pendant cinq saisons dans l'AMH avant de se dissoudre en 1978-1979 après vingt-cinq matchs. L'équipe est surtout connue pour avoir été le premier club professionnel de Wayne Gretzky même si ce dernier n'aura joué finalement que huit matchs avec les Racers avant d'être revendu aux Oilers d'Edmonton de l'AMH. En effet, le président général des Racers eut alors peur d'avoir payé trop cher le jeune prodige.
La meilleure saison des Racers a lieu en 1976-1977, saison pendant laquelle l'équipe finit troisième de sa division et accède aux séries éliminatoires. Il passe le premier un tour en battant les Stingers de Cincinnati 4 matchs à 0, avant de perdre au tour suivant 4 matchs à 1 contre les Nordiques de Québec.

## Saisons après saisons
| No | Saison    | Saison régulière | Saison régulière | Saison régulière | Saison régulière | Saison régulière | Saison régulière | Saison régulière | Saison régulière | Saison régulière                | Séries éliminatoires,                              |
| No | Saison    | PJ               | V                | D                | N                | Pts              | BP               | BC               | Pun              | Classement                      | Séries éliminatoires,                              |
| -- | --------- | ---------------- | ---------------- | ---------------- | ---------------- | ---------------- | ---------------- | ---------------- | ---------------- | ------------------------------- | -------------------------------------------------- |
| 1  | 1974-1975 | 78               | 18               | 57               | 3                | 39               | 216              | 338              | 970              | Quatrièmes division Est         | Non qualifiés                                      |
| 2  | 1975-1976 | 80               | 35               | 39               | 6                | 76               | 245              | 247              | 1301             | Premiers division Est           | 3-4 Whalers de la Nouvelle-Angleterre              |
| 5  | 1976-1977 | 81               | 36               | 37               | 8                | 80               | 276              | 305              | 880              | Troisièmes division Est         | 4-0 Stingers de Cincinnati 1-4 Nordiques de Québec |
| 4  | 1977-1978 | 80               | 24               | 51               | 5                | 53               | 267              | 353              | 1189             | Huitième AMH                    | Non qualifiés                                      |
| 5  | 1978-1979 | 25               | 5                | 18               | 2                | 12               | 78               | 130              | 557              | Dissolution le 15 décembre 1978 | Dissolution le 15 décembre 1978                    |